# Problema delle montagne russe
Il problema delle montagne russe (meglio conosciuto con il nome inglese Roller coaster problem) è un problema di sincronizzazione tra processi.

## Descrizione del problema
Supponiamo che ci siano n passeggeri (threads) e un carrello delle montagne russe (altro thread). I passeggeri arrivano alla giostra e si mettono in attesa che arrivi il carrello che può trasportare C passeggeri con C < n. Il carrello parte solo quando è pieno.
Dettagli restrittivi:
- i passeggeri invocano board e unboard
- il carrello invoca load, run e unload
- i passeggeri non possono montare finché il carrello non ha invocato load
- il carrello non può partire finché C passeggeri non sono montati a bordo
- i passeggeri non possono smontare finché il carrello non ha invocato unload

È ovvio che questo problema può essere causa di deadlock.

## Soluzione con i semafori
Per risolvere tale problema facciamo uso dei semafori.
Utilizzeremo le seguenti variabili condivise tra tutti i processi in gioco così inizializzate:
```
boarders = 0
unboarders = 0
mutex1 = Semaphore(1)
mutex2 = Semaphore(1)
boardQueue = Semaphore(0)
unboardQueue = Semaphore(0)
allAboard = Semaphore(0)
allAshore = Semaphore(0)
```

Dove mutex protegge i passeggeri che contano il numero di passeggeri che hanno invocato board. I passeggeri attendono nella boardQueue prima di montare nel carrello e nella unboardQueue prima di smontare. allAboard indica che il carrello è pieno e allAshore che tutti i passeggeri sono smontati.
In questo pseudo-codice wait equivale alla classica P e signal alla V di Dijkstra.
Lo pseudo-codice per il carrello può essere strutturato nel seguente modo:
```
load()
boardQueue.signal(C)
allAboard.wait()
run()
unload()
unboardQueue.signal(C)
allAshore.wait()
```

Quando il carrello arriva, segnala C passeggeri, poi aspetta che l'ultimo abbia segnalato allAboard. Inizia il suo giro e quando arriva permette ai C passeggeri a boardo di smontare aspettando il segnale per allAshore.
Lo pseudo-codice per i passeggeri invece può essere strutturato nel seguente modo:
boardQueue.wait()
```
board()
mutex1.wait()
boarders += 1
if boarders == C:
  allAboard.signal()
  boarders = 0
mutex1.signal()
unboardQueue.wait()
unboard()
mutex2.wait()
unboarders += 1
if unboarders == C:
  allAshore.signal()
  unboarders = 0
mutex2.signal()
```

I passeggeri aspettano il carrello prima di montare. L'ultimo passeggero che monta segnala il carrello che può partire e resetta il contatore boarders.
Questa soluzione non va bene nel caso ci siano in gioco più carrelli.

## Implementazione in C
Qui di seguito il codice in C che risolve il problema col metodo dei semafori.
Si sono utilizzati i pthread ed i semafori POSIX.
```
/*************************************************************

 * Per compilare con gcc su Linux:                           *

 *  gcc file.c -lpthread                                     *

 *************************************************************/

#include
 
<stdio.h>

#include
 
<stdlib.h>

#include
 
<pthread.h>

#include
 
<semaphore.h>

#define NUM_PASS 200

typedef
 
struct

{

  
int
 
boarders
,
 
unboarders
;

  
Semaphore
 
*
mutex1
,
 
*
mutex2
;

  
Semaphore
 
*
boardQueue
,
 
*
unboardQueue
;

  
Semaphore
 
*
allAboard
,
 
*
allAshore
;

}
 
Shared
;

// Some utility functions //

void

error
 
(
char
 
*
msg
)

{

  
perror
 
(
msg
);

  
exit
 
(
1
);

}

void
 
*

check_malloc
 
(
int
 
size
)

{

  
void
 
*
p
 
=
 
malloc
 
(
size
);

  
if
 
(
p
 
==
 
NULL
)

    
error
 
(
"malloc failed
\n
"
);

  
return
 
p
;

}

Semaphore
 
*

new_semaphore
 
(
int
 
n
)

{

  
Semaphore
 
*
sem
 
=
 
check_malloc
 
(
sizeof
 
(
Semaphore
));

  
int
 
ret
 
=
 
sem_init
 
(
sem
,
 
0
,
 
n
);

  
if
 
(
ret
 
==
 
-1
)

    
error
 
(
"sem_init failed
\n
"
);

  
return
 
sem
;

}

void

join_thread
 
(
pthread_t
 
thread
)

{

  
int
 
ret
 
=
 
pthread_join
 
(
thread
,
 
NULL
);

  
if
 
(
ret
 
==
 
-1
)

    
error
 
(
"pthread_join failed
\n
"
);

}

// Roller coaster problem //

void
 
*

rollercoaster
 
(
void
 
*
arg
)

{

  
int
 
id
 
=
 
id_counter
++
;

  
int
 
i
,
 
turn
 
=
 
1
;

  
Shared
 
*
shared
 
=
 
(
Shared
 
*
)
 
arg
;

  
for
 
(
turn
 
=
 
1
;
 
turn
 
<=
 
TURN
;
 
turn
++
)

    
{

      
printf
 
(
"
\n
R: This is turn number %d
\n
"
,
 
turn
);

      
printf
 
(
"R: Loading passengers...
\n
"
);

      
for
 
(
i
 
=
 
0
;
 
i
 
<
 
SEATS
;
 
i
++
)

	
sem_post
 
(
shared
->
boardQueue
);

      
sem_wait
 
(
shared
->
allAboard
);

      

      
printf
 
(
"R: Roller coaster start
\n
"
);

      
sleep
 
(
1
);

      
printf
 
(
"R: Roller coaster stop
\n
"
);

      

      
printf
 
(
"R: Unloading passengers...
\n
"
);

      
for
 
(
i
 
=
 
0
;
 
i
 
<
 
SEATS
;
 
i
++
)

	
sem_post
 
(
shared
->
unboardQueue
);

      
sem_wait
 
(
shared
->
allAshore
);

    
}

  
printf
 
(
"
\n
R: It's 6PM, service is close!
\n
"
);

  
pthread_exit
 
(
NULL
);

}

void
 
*

passenger
 
(
void
 
*
arg
)

{

  
int
 
id
 
=
 
id_counter
++
;

  
Shared
 
*
shared
 
=
 
(
Shared
 
*
)
 
arg
;

  
sem_wait
 
(
shared
->
boardQueue
);

  
printf
 
(
"P: Passenger %d is boarding
\n
"
,
 
id
);

  
sem_wait
 
(
shared
->
mutex1
);

  
shared
->
boarders
++
;

  
if
 
(
shared
->
boarders
 
==
 
SEATS
)

    
{

      
sem_post
 
(
shared
->
allAboard
);

      
shared
->
boarders
 
=
 
0
;

    
}

  
sem_post
 
(
shared
->
mutex1
);

  

  
sem_wait
 
(
shared
->
unboardQueue
);

  
printf
 
(
"P: Passenger %d is unboarding
\n
"
,
 
id
);

  

  
sem_wait
 
(
shared
->
mutex2
);

  
shared
->
unboarders
++
;

  
if
 
(
shared
->
unboarders
 
==
 
SEATS
)

    
{

      
sem_post
 
(
shared
->
allAshore
);

      
shared
->
unboarders
 
=
 
0
;

    
}

  
sem_post
 
(
shared
->
mutex2
);

	 

  
pthread_exit
 
(
NULL
);

}

int

main
 
()

{

  
int
 
i
;

  
pthread_t
 
passengers
[
NUM_PASS
];

  
pthread_t
 
roller_coaster
;

  

  
id_counter
     
=
 
0
;

  
Shared
 
*
shared
 
=
 
new_shared
 
();

  
roller_coaster
 
=
 
new_thread
 
(
rollercoaster
,
 
shared
);

  
for
 
(
i
 
=
 
0
;
 
i
 
<
 
NUM_PASS
;
 
i
++
)

    
new_thread
 
(
passenger
,
 
shared
);

  
join_thread
 
(
roller_coaster
);

  
return
 
0
;

}

```

## Modellazione in CCS
Il Calculus of Communicating Systems (CCS) è un linguaggio teorico che permette di studiare i sistemi reattivi.
Di seguito è riportato la modellazione in CCS del nostro problema (sintassi del Concurrency WorkBench) per un carrello con capienza 2 (C = 2):
```
 agent P = 'board.'unboard.P;
 agent BOARDQUEUE = board.board.'allAboard.0;
 agent UNBOARDQUEUE = unboard.unboard.'allAshore.0;
 agent RC = 'load.allAboard.RC1 | load.BOARDQUEUE;
 agent RC1 = run.RC2;
 agent RC2 = 'unload.allAshore.RC | unload.UNBOARDQUEUE;
 set L = {load, unload, board, unboard,allAboard,allAshore};
 agent SYS = (RC|P|P|P|P)\L;
```